# Долгих, Мария Сергеевна
Мария Сергеевна Долгих (урождённая Зеленова; род. 24 июля 1987) — российская спортсменка, игрок в настольный теннис, член национальной сборной России. Бронзовый призёр чемпионата Европы 2015 года в Екатеринбурге в командном разряде. Мастер спорта России. Участница Летних Олимпийских игр 2016 года в Рио-де-Жанейро. Выпускница факультета физической культуры и спорта Мининского университета.

## Спортивные достижения

### ITTF World Tour
- В 2013 году Мария Долгих выиграла этап Мирового тура в Египте[7].
- В 2016 году в паре с Полиной Михайловой стала победительницей этапа Мирового тура в Словении в парном разряде[8].

### Европейские соревнования
- В 2001 году Мария Зеленова выиграла юношеский чемпионат Европы по кадетам[9].
- В 2015 году стала бронзовым призёром чемпионата Европы в Екатеринбурге. В состав команды входили также Яна Носкова, Полина Михайлова, Анна Тихомирова и Юлия Прохорова.

### Чемпионаты России
Мария Долгих является бронзовым призёром чемпионата России 2013 года в одиночном разряде, а также неоднократным призёром чемпионатов России в командном разряде (в составе команды Нижегородской области) и в парном разряде (вместе с Полиной Михайловой).
| Разряды | Одиночный   | Парный     | Командный |
| ------- | ----------- | ---------- | --------- |
| 2009    | 9-е место   |            | Золото    |
| 2010    | 11-е место  | Серебро    |           |
| 2011    | 4-е место   | 5—8 место  | Бронза    |
| 2012    |             | Бронза     | Бронза    |
| 2013    | Бронза      | Бронза     |           |
| 2014    | 17—32 место | 9—16 место | Бронза    |
| 2015    | 9—16 место  | 5—8 место  | Серебро   |
| 2016    | 17—32 место | 9—16 место | Бронза    |
| 2017    |             |            | Серебро   |

## Стиль игры
Правша, использует европейскую хватку, играет в защитном стиле.